# Atacul de la Crocus City Hall
La 22 martie 2024, un atac terorist al Statului Islamic a avut loc la localul de muzică Crocus City Hall din Krasnogorsk, regiunea Moscova, Rusia.
Atacul a început în jurul orei locale 20:00, cu puțin timp înainte ca trupa rusă Picnic să susțină un concert cu casa închisă în local. Patru bărbați înarmați au efectuat un schimb de focuri de armă în masă, precum și atacuri cu săbii asupra persoanelor adunate în local și au folosit dispozitive incendiare pentru a da foc localului. Anchetatorii au declarat că atacul a provocat moartea a cel puțin 144 de persoane, iar peste 360 de spectatori ai concertului au fost răniți prin împușcare și "otrăvire" legată de incendiu. La 28 martie, autoritățile ruse au afirmat, de asemenea, că alte 95 de persoane erau date dispărute. Statul Islamic - Provincia Khorasan (IS-KP), o filială regională a Statului Islamic cu sediul în Afganistan, a revendicat responsabilitatea într-un comunicat prin intermediul agenției de presă Amaq, afiliată ISIS, la scurt timp după atac. 
Președintele rus Vladimir Putin a clasificat atacul drept un „act terorist barbar” și a declarat că atacatorii au fost arestați. De asemenea, el a declarat ziua de 24 martie 2024 drept zi de doliu național și a încercat să facă legătura între atacatori și Ucraina. Ministerul de Externe al Rusiei a calificat incidentul drept un atac terorist. Anchetatorii au reținut 11 persoane în legătură cu atacul, inclusiv patru suspecți, care au fost acuzați de terorism la 24 martie.